# Abacetus ceylanoides
Abacetus ceylanoides es una especie de la familia de escarabajos Carabidae. Se encuentra en Indonesia.  